# Complete Instructions for the Tenor
Complete Instructions for the Tenor è un trattato didattico per la viola pubblicato intorno al 1790. È il primo metodo per viola stampato in Inghilterra di cui si abbia notizia, segnale del crescente interesse per lo strumento e la sua didattica anche in terra britannica. Il manuale è anonimo e il frontespizio dice solo che è stato redatto da un "eminente maestro". Essendo stato pubblicato poco dopo le Sonate per viola e basso di William Flackton si ipotizza che questi possa essere l'autore. Un'altra possibilità è che sia stato realizzato da un curatore che ha rielaborato materiale di metodi per violino dell'epoca, attingendo anche dai metodi per viola pubblicati in Francia negli anni precedenti, come quello di Corrette o quello di Cupis, ai quali somiglia in alcuni tratti.
Le prime sei pagine sono un'introduzione, forniscono nozioni musicali di base (come la lettura delle note) e riportano alcune indicazioni sullo strumento, in particolare riferiscono l'uso di due corde superiori in budello nudo e due inferiori in budello filato in argento. Le ornamentazioni vengono eseguite in stile barocco e la musica è scritta in chiave di contralto, che viene però chiamata tenor cliff (sic). Le 17 pagine successive contengono trascrizioni per viola di varie musiche: la prima è God Save the King, seguita da varie danze (minuetti, gighe), una gavotta di Händel e svariate canzoni popolari, tra cui Blow, Blow, Thou Winter Wind e Arno's Vale, ultima musica della raccolta.